# Arna Sif Ásgrímsdóttir
Arna Sif Ásgrímsdóttir (Akureyri, 12 agosto 1992) è una calciatrice islandese, difensore del Valur della nazionale islandese.
Nella sua ultradecennale carriera ha giocato per la maggior parte nel campionato islandese, dove con la maglia del Þór/KA ha conquistato il titolo di Campione d'Islanda nel 2012 e la Supercoppa islandese nel 2013, nel campionato svedese, in Damallsvenskan con il Kopparbergs/Göteborg, nella stagione di Serie A 2017-2018 nel campionato italiano per poi far ritorno in patria prima al Þór/KA e infine al Valur.

## Carriera

### Club
Arna Sif Ásgrímsdóttir inizia a giocare con il Þór/KA dalla stagione 2007, facendo il suo debutto in Úrvalsdeild kvenna, il livello di vertice del campionato islandese, all'età di 15 anni il 21 maggio, nell'incontro perso per 7-0 con le avversarie del Keflavík, e siglando la sua prima rete quattro giorni più tardi, quella del parziale 1-1 con il Breiðablik, incontro poi terminato 3-2 per le avversarie. Alla sua prima stagione termina il campionato con 12 presenze e siglando due reti.
Dalla stagione 2011 indossa la fascia di capitano, lasciando il ruolo di centrocampista per quello di difensore centrale e contribuisce a raggiungere il primo posto e il primo storico titolo nazionale per la società di Akureyri al termine della stagione 2012; grazie a questo risultato sportivo viene nominata atleta dell'anno dal centro dell'Islanda settentrionale.
Nel febbraio 2015, all'età di 22 anni e dopo aver giocato con il Thór/KA per otto stagioni, dopo aver impressionato lo staff tecnico in un provino del Kopparbergs/Göteborg, coglie l'opportunità per giocare per la prima volta in un campionato straniero, sottoscrivendo un accordo con la società di Göteborg dalla stagione di Damallsvenskan 2015, massimo livello campionato svedese. Alla sua prima e unica stagione nel campionato svedese viene impiegata in 19 incontri, contribuendo a far raggiungere alla sua squadra il sesto posto in campionato e la conseguente agevole salvezza, mentre in Svenska Cupen damer la squadra non supera il quarto turno, eliminata dal Linköping.
Esauriti gli impegni contrattuali, nel novembre 2015 Ásgrímsdóttir decide di fare ritorno in patria formalizzando un accordo con il Valur per la stagione 2016. Con la società di Reykjavík rimane fino al termine della stagione 2017, contribuendo a far raggiungere alla sua squadra il terzo posto in campionato in entrambe le stagioni, decidendo al termine della seconda di lasciare la società con un tabellino personale di 5 reti segnate su 30 incontri disputati in campionato.
Nell'ottobre 2017 l'AGSM Verona rende noto di aver trovato un accordo con la giocatrice islandese che, a stagione 2017-2018 già iniziata, si unirà alla squadra veronese raggiungendo la connazionale Berglind Björg Þorvaldsdóttir. L'avventura al Verona è durata pochi mesi, già nel mese di gennaio 2018 si è svincolata dal club scaligero assieme alla connazionale Þorvaldsdóttir, tornando in patria tra le file del Þór/KA, campione nazionale in carica.

### Nazionale
Arna Sif Ásgrímsdóttir inizia ad essere convocata dalla Federazione calcistica dell'Islanda (Knattspyrnusamband Íslands - KSÍ) fin dal 2007, facendo il suo debutto con la formazione Under-17 nel luglio di quell'anno e dopo qualche amichevole inserita in rosa nella squadra impegnata alle qualificazioni delle edizioni 2008 e 2009 del campionato europeo di categoria, collezionando in tutto 15 presenze e andando a segno in occasione della partita del 27 marzo 2008 persa per 4-2 con le pari età della Danimarca, ma non riuscendo ad accedere alla fase finale.
Dall'aprile del 2008 alterna le presenze in Under-17 con la formazione Under-19, dove debutta il 24 aprile nell'incontro perso con il Belgio e valido per le qualificazioni all'Europeo U19 di Francia 2008. Data la sua giovane età viene impiegata nelle successive qualificazioni a Bielorussia 2009, Macedonia 2010 e Italia 2011 senza tuttavia riuscire mai a superare la seconda fase. Con la maglia dell'Under-19 totalizza 23 presenze siglando 4 reti.
Dopo una parentesi con la formazione Under-23 nell'agosto 2012, impiegata nuovamente tre anni più tardi, Arna Sif Ásgrímsdóttir approda alla nazionale maggiore nell'agosto 2014, inserita in rosa dal tecnico Freyr Alexandersson nella squadra impegnata alle qualificazioni al campionato mondiale di Canada 2015, dove fa il suo debutto al Laugardalsvöllur di Reykjavík nell'incontro perso 1-0 con la Danimarca e valido per il gruppo 3 UEFA.
Alexandersson le rinnova la fiducia impiegandola nelle edizioni 2015, 2016 e 2017 dell'Algarve Cup, dove nel 2016 coglie il terzo posto nel torneo, e inserendola il 22 giugno 2017 nella lista della rosa definitiva della squadra impegnata alla fase finale degli Europei dei Paesi Bassi 2017, dove pur non scendendo mai in campo condivide le sorti della sua nazionale eliminata alla fase a gironi.

## Palmarès
- Campionato islandese: 2

Thór/KA: 2012
Valur: 2022
- Supercoppa islandese: 1

Thór/KA: 2013